# Töbör
A töbör (ponor, debrő, dolina) az egyik leggyakoribb és legjellegzetesebb felszíni karsztforma. Kerekded, zárt szintvonalú mélyedés. Átmérője néhány métertől több száz méterig terjed. Egyesek alja sík, másokban határozott mélypont található és esetleg víznyelők vagy zsombolyok nyílnak. Ez utóbbiak gyakran nem a mélypont környékén, hanem a töbör valamelyik lejtőjén.
A magyar szaknyelvben időnként dolinaként említik a töbröket, és ez többszörös fogalmi zavart okoz:
- Egyrészt, mert a szláv nyelvekben a dolina egyszerűen csak völgyet jelent (pl. oroszul a töbrök neve воронҡа = tölcsér)
- Másrészt, mert ez összemossa az alapvetően korróziós úton keletkező töbröket a főleg eróziósan kialakított vakvölgyekkel, a tulajdonképpeni dolinákkal.

## Kialakulásuk
Régebben a töbröket karsztos üregek beszakadásának tartották, az újabb vizsgálatok kiderítették oldódásos eredetüket. (Ritkaságként akadnak beszakadásosak is.)
A bemélyedések gyakran töbörsorokká rendeződnek, ami azonban szintén nem barlangok beszakadásának eredménye, hanem a mészkövet régebben fedő vízzáró rétegeken kialakult völgyek nyomvonalát jelzi. Ahogy a fokozatosan bevágódó völgyek elérik a karsztosodásra hajlamos kőzeteket, a töredezettebb részeken a víz elkezd beszivárogni, s a benne lévő szerves savak oldani kezdik a mészkövet.
Ahol a karsztosodásra hajlamos kőzeteket nem fedik vízzáró rétegek, ott a felszínen néhol kaotikus töbörrendszerek alakulnak ki, sok-sok egymás melletti, egymásba ágyazódó töbörből.
A töbrök mélyülését az aljukon összegyűlő kitöltés gyakran gátolja – a kitöltő anyag alapvetően az egykori, teljesen elmállott fedő üledékek lehordásából származik; zömmel agyag. Ebben a fiatal, finomszemű üledékben „úsznak” a körüloldott, eredeti helyzetükből elszakadt, kisebb-nagyobb mészkőtömbök.